# Hamalandroute
De Hamalandroute is een bewegwijzerde toeristische autoroute in Nederland en Duitsland. De route is 159 kilometer lang en doet Haaksbergen, Goor, Borculo, Groenlo, Winterswijk aan.